# شین‌یاکو کگون‌کیا اونجی شیکی
شین‌یاکو کگون‌کیا اونجی شیکی یک  سوترای آواتامساکای ژاپنی است مورخ۷۹۴، قدیمی‌ترین اونجی ژاپنی است، که در ژاپن به عنوان یک گنجینه با ارزش محسوب می‌شود.